# داستان زاتوایچی
داستان زاتوایچی (ژاپنی: 座頭市物語) فیلمی به کارگردانی میزومی کنجی است که در سال ۱۹۶۲ اکران شد. از بازیگران آن می‌توان به شینتارو کاتسو اشاره کرد.